# バットマン (ジャニーズの曲)
『バットマン』は、1966年5月30日に日本ビクター（音楽レコード事業部、現・ビクターエンタテインメント）から発売された、ジャニーズ&ジャッキー吉川とブルーコメッツのコラボレーション・シングルである。レコード番号はSPV-72。

## 概要
フジテレビ系海外ドラマ『怪鳥人間バットマン』のテーマソング。
両面共に演奏はジャッキー吉川とブルーコメッツ。A面曲は海外ドラマ『怪鳥人間バットマン』主題歌（エンディングテーマ）で、原曲に独自の日本語詞がつけられた。B面曲はA面曲のインストゥルメンタル版にあたる。両面共にニール・ヘフティ楽団のカバー。
「バットマン」は2001年発売のコンピレーション・アルバム『60's TVヒッツ・コレクション 〜キイハンター〜』（テイチクエンタテインメント）でCD化された。

## 収録曲
演奏:ジャッキー吉川とブルー・コメッツ（#1）、ザ・バットマンサウンズ（#2）
1. バットマン [2:26]
  - 作詞：水谷じゅん/作曲：ニール・ヘフティ（※ノンクレジット）/編曲：服部克久
2. 行け！バットマン [2:19]
  - 作曲：ニール・ヘフティ（※ノンクレジット）/編曲：服部克久

## カバー
バットマン
- ボーカル・ショップ - 朝日ソノラマ版カバー。2003年発売『朝日ソノラマ主題歌コレクション 2』（東芝EMI）などに収録。